# Llista dels ocells del món del Congrés Ornitològic Internacional
La llista dels ocells del món del Congrés Ornitològic Internacional (IOC World Bird List, en anglès) és un document d'accés obert publicat pel Congrés Ornitològic Internacional (IOC, de les sigles, en anglès).
La IOC World Bird List serveix per facilitar la comunicació mundial en ornitologia en fomentar una nomenclatura comuna que contribueix a l'avenç de la ciència i la conservació de la biodiversitat. Aquesta llista s'actualitza dues vegades l'any. A més dels noms científics del la nomenclatura binomial, d'ençà del 1990 ha desenvolupat un vocabulari de noms comuns en anglès per anomenar totes les espècies d'aus del planeta. Van caldre quinze anys, per acordar els ornitòlegs dels diferents països de parla anglesa i vèncer els particularismes de cadascú.
El 2022 contenia 10.928 éspècies viues i 160 d'extints, la classificiació de 44 ordes, 253 famílies i 2.376 gèneres així com les espècies noves i altres canvis en la taxonomia.
És considerada una de les quatre principals llistes mundials d'ocells.